# Прияткина, Алла Фёдоровна
А́лла Фёдоровна Прия́ткина (5 октября 1926, Владивосток, Дальневосточный край — 13 января 2025, Владивосток) — советский и российский лингвист-русист, доктор филологических наук, профессор, профессор кафедры русского языка и литературы Дальневосточного федерального университета, основатель дальневосточной синтаксической школы, кавалер ордена Дружбы, почётный работник высшей школы Российской Федерации.

## Биография
Окончила Владивостокский государственный педагогический институт в 1947 году. В 1954 году защитила кандидатскую диссертацию «Служебные слова, выражающие отношения пояснения и уточнения в современном русском языке» при кафедре русского языка МГУ им. М. В. Ломоносова, научный руководитель — Е. М. Галкина-Федорук, а в 1977 году защитила докторскую диссертацию «Союзные конструкции в простом предложении современного русского языка».
Является автором одного из разделов Русской грамматики 1980 (Сочинительные связи внутри простого предложения. Подчинительные союзные связи внутри простого предложения (открытые и закрытые ряды). Подчинительные союзные связи внутри простого предложения. Союзные конструкции, совмещающие в себе признаки простого и сложного предложения // Русская грамматика: синтаксис. Т. 2. — М. : АН СССР, 1980 — С. 166—180.)
Алла Прияткина скончалась 13 января 2025 года в возрасте 98 лет. Она являлась одним из авторитетнейших исследователей русского языка середины и конца XX века.

## Публикации

### Авторефераты диссертаций
- Служебные слова, выражающие уточнение и пояснение, в современном русском литературном языке : автореф. дис. … канд. филол. наук. — М., 1954. — 15 с.
- Союзные конструкции в простом предложении : автореф. дис. … д-ра филол. наук. — М., 1977. — 46 с.

### Монографии
- Прияткина А.Ф. Союз «как» в значении «в качестве» : (конструктивные свойства). — Владивосток: Изд-во Дальневост. ун-та, 1975. — 200 с.
- Прияткина А.Ф. Коллективная монография: Словарь служебных слов русского языка (Союзы: Вступительная статья; Словарные статьи: то есть, а именно, именно, как то, будь то, как-сравнительный, как ‘в качестве’, как и, чем).. — Владивосток: Изд-во Дальневост. ун-та, 2001. — 363 с.
- Прияткина А.Ф. Русский синтаксис в грамматическом аспекте (синтаксические связи и конструкции) : избранные труды. — Владивосток: Изд-во Дальневост. ун-та, 2007. — 390 с.

### Статьи в энциклопедиях
- Пояснение // Русский язык : энциклопедия  / гл. ред. Ф. П. Филин. — М., 1979. — С. 222.
- Сравнительный оборот // Русский язык : энциклопедия  / гл. ред. Ф. П. Филин. — М., 1979. — С. 329—330.
- Пояснение // Русский язык : энциклопедия. — М.: Дрофа, 1997. — С. 358—359.
- Сравнительный оборот // Русский язык : энциклопедия. — М.: Дрофа, 1997. — С. 534—536.

### Словарь
- Словарь служебных слов русского языка / [А. Ф. Прияткина, Е. А. Стародумова, Г. Н. Сергеева и др. ; отв. ред. Е. А. Стародумова] ; Дальневосточный государственный университет, Кафедра современного русского языка.

### Учебные пособия
- Прияткина А.Ф. Союзы в простом предложении. — М.: Изд-во Моск. ун-та, 1977. — 88 с.
- Прияткина А.Ф. Союзные связи в простом предложении. — Владивосток: Дальневост. ун-т, 1978. — 60 с.
- Прияткина А.Ф. Осложнённое простое предложение: учебное пособие. — Владивосток: Изд-во Дальневост. ун-та, 1983. — 96 с.
- Прияткина А.Ф. Русский язык: синтаксис осложнённого предложения: учебное пособие для филол. специальностей вузов:. — Владивосток: Высшая школа, 1990. — 176 с.
- Priyatkina, A. F., Brown J. E. Informational types of exprеssions : A handbook of conversational themes and Notions with associated grammatical structures for teachers and students of Russian. — N.Y.; L.: University Press of America, 1996. — 297 с.
- Прияткина А.Ф. Предупреждение речевых ошибок у детей. — Владивосток: Дальневост. ун-т, 1997. — 17 с.
- Прияткина А.Ф. Что такое хорошая речь: введение к курсу риторики. — Владивосток: Дальневост. ун-т, 1999. — 47 с.
- Прияткина А.Ф. Русский язык и культура речи. — Владивосток: Дальневост. ун-т, 2005. — 164 с.
- Прияткина А.Ф. Союзные связи в простом предложении. — Владивосток: Дальневост. ун-т, 2005. — 78 с.
- Прияткина А.Ф. История и методология профессиональной деятельности. — Владивосток: ТИДОТ ДВГУ, 2006.
- Прияткина А.Ф. Современное русское просторечие: справочник-предупреждение (о том, как говорить не надо). — Владивосток: Изд-во Дальневост. ун-та, 2009. — 80 с.[1]

### Публикации в научных журналах
- Прияткина А.Ф. Конструкции с пояснительными союзами: к вопросу о пояснительной связи // Русский язык в школе. — 1956. — № 5. — С. 19—24. — ISSN 0131-6141.
- Прияткина А.Ф. О союзе «хотя» в современном русском языке // Русский язык в школе. — 1968. — № 2. — С. 83—89. — ISSN 0131-6141.